# Юсупова, Шукюфа Мухеддин кызы
Шукюфа Мухеддин кызы Юсупова (азерб. Şükufə Mühəddin qızı Yusupova; род. 30 мая 1954, Баку) — азербайджанская актриса театра и кино. Заслуженная артистка Азербайджана (1991), Народная артистка Азербайджана (2005).

## Биография
Шукюфа Мухеддин кызы Юсупова родилась 30 мая 1954 года в Баку. Обучалась на курсе режиссёра Мехти Мамедова. 
В 1974 году, будучи студенткой и актрисой в театральной студии, исполнила роль Татьяны в постановке пьесы «Человек» Самеда Вургуна в Академическом Государственном драматическом театре. 
После съёмок в фильмах «Голос табака» и «Заботы о счастье» на киностудии «Азербайджанфильм» ей было предложено покинуть театр. Однако главный режиссёр театра Тофик Кязымов пригласил Юсупову на роль Рены в постановке спектакля «Меч и перо». В 1976 году она присоединилась к актёрской труппе Государственного драматического театра.
Шукюфа Юсупова исполнила роли в различных спектаклях, включая спектакли по произведениям «Наводнение» А. Сафронова, «Расследование» Рустама Ибрагимбекова, «Хуршидбану Натаван», «Наш странный дядя», «В хрустальном дворце» и «Цветок роста» Ильяса Эфендиева, «Пришел, чтобы вас увидеть» Анара, «Иблис» Гусейна Джавида, «Вагиф» Самеда Вургуна, «На дне» Максима Горького, «Визирь Ленкоранского ханства» Мирза Фатали Ахундова, «Мёртвые без погребения» Жан-Поля Сартра, «Старый дом» и «Меценат» Али Амирли, «Убийца» Эльчина Эфендиева, «Мечты» и многие другие.
Также снялась в таких телевизионных фильмах, как «Живи, о справедливость!», «Голос человека», «Доброй ночи, мама!», а также в различных кинофильмах с 1974 года.
5 октября 2024 года получила главный приз 15-го Бакинского международного кинофестиваля «Золотой гранат».

## Награды
- Заслуженная артистка Азербайджана (1991)
- Народная артистка Азербайджана (2005)
- 9 мая 2012 года — Награждена премией Президента Азербайджана
- 30 апреля 2014 года — Награждена премией Президента Азербайджана
- 6 мая 2015 года — Награждена премией Президента Азербайджана[3]
- Орден «Шохрат» (3 июня 2014)[4]
- 6 мая 2016 года — Награждена индивидуальной премией Президента Азербайджана[5]
- Кинематографическая премия Союза кинематографистов Азербайджана (2019)[6]

## Фильмография
1. «Улыбка актрисы» (1974)
2. «Четыре воскресенья» (1975)
3. «Звук свирели» (1975)
4. «Цена счастья» (1976)
5. «День рождения» (1977)
6. «Лев ушел из дома» (1977)
7. «В сторону вулкана» (1977)
8. «Так нужно» (1982)
9. «Шкатулка из крепости» (1982)
10. «Асиф, Васиф, Агасиф» (1983)
11. «Когда приходит август» (1984)
12. «Легенда Серебряного озера» (1984)
13. «Музыкальный хаш» (1984)
14. «Жизнь одинокого граната» (1984)
15. «Украли жениха» (1985)
16. «Окно печали» (1986)
17. «Экзамен» (1987)
18. «Другая жизнь» (1987)
19. «Очень скучная история» (1988)
20. «Мёртвые без погребения» (1988)
21. «Доброй ночи, мама!» (1995)
22. «Надежда» (1995)
23. «Разбитые мосты» (1996)
24. «Телефон доверия» (2001)
25. «Белая жизнь» (2003)
26. «Лжецы» (2008)
27. «Глазами кошмара» (2010)
28. «Наследство» (сериал, 2015)
29. «Танец добра и зла» (2015)
30. «Дворец с тюльпанами» (сериал, 2017)